# Рыжая и снег
«Рыжая и снег» — дебютный художественный фильм режиссёра Амета Магомедова, вышедший в 2007 году в России.

## Сюжет
Фильм рассказывает об одном дне из жизни студента театрального училища Кирилла Мамочкина: репетиции, любовь, извечные диспуты об искусстве, литературе и «сиськах».

## История создания
Фильм был дебютной работой выпускника ВГИК Амета Магомедова Основой сценария фильма послужил рассказ «Записки о театральном училище» Кирилла Тетенькина, исполнившего в фильме главную роль. Съёмки фильма были полностью профинансированы самим Магомедовым и организованы видеостудией Mozga.ru, его бюджет составил всего 600 долларов за счёт того, что актёры снимались бесплатно. Съёмки фильма продлились 3 месяца, в них было занято около 50 актёров. Фильм снят в чёрно-белой гамме. По определению создателей фильма, он является «совершенно бессмысленной комедией». После окончания съёмки фильм был выложен для свободного скачивания в интернете. 

## В ролях
- Кирилл Грацинский — Кирилл Мамочкин
- Егор Рыбаков
- Владислав Абашин
- Ирина Баринова — студентка
- Евгений Вакунов — староста
- Марина Дианова — студентка
- Мария Олейникова — журналистка

## Призы и награды
- Первое место в номинации «Лучший игровой фильм» конкурса студенческих и дебютных фильмов «Святая Анна»[3]
- Приз Приз зрительских симпатий фестиваля «V Московская премьера»[4]
- Диплом конкурса «Кино без киноплёнки» фестиваля «Киношок» (2007)[5]
- Первый приз IV международного кинофестиваля «Новое кино. XXI век»[4]
- Приз зрительских симпатий от компании «Другое кино» на фестивале «КИНОТЕАТР.DOC»[6]
- Приз имени Сергея Добротворского от журнала «Сеанс»[7]
- Диплом и приз от Torrents.ru «Выбор Торрентс»